# ジョン・オームスビー・エヴリン・ヴァンデリュア
ジョン・オームスビー・エヴリン・”ジョー”・ヴァンデリュア(英語: John Ormsby Evelyn 'JOE' Vandeleur、1903年11月14日 - 1988年8月4日)は、イギリスの軍人。最終階級は陸軍中佐。

## 経歴

### 前半生
ヴァンデリュアの家系は、代々アイルランドクレア県キルラッシュで生活していた。彼自身は1903年11月14日にイギリス領インド帝国ノーシェラ(現：パキスタン)で生まれている。

### 軍歴
1924年、少尉としてアイルランド近衛連隊に入隊。以降第二次世界大戦勃発まで英埃領スーダンやエジプト王国などで勤務した。
第二次世界大戦では、1944年のマーケット・ガーデン作戦に於いてアイルランド近衛連隊第3大隊指揮官として参戦し、第30軍団を率いていた。また、彼のまた従兄弟に当たるジャイルズ・ヴァンデリュア中佐もアイルランド近衛連隊第2機甲大隊の指揮官として参戦している。
ヴァンデリュアは他にも、第129歩兵旅団や第32歩兵旅団の指揮官を務めた。1951年退役。

### 戦後
1977年公開の映画・遠すぎた橋では、マイケル・ケインがJ.O.E.ヴァンデリュアを、マイケル・バーンがジャイルズ・ヴァンデリュアを演じている。また、J.O.E.ヴァンデリュア本人は軍事アドバイザーとして本作の製作に携わった。
戦後は専らバークシャーのメイデンヘッドで過ごし、1988年8月4日にそこで死去した。
遺体はブルックウッド墓地に葬られ、墓標にはJ.O.E. V 1903 - 1988 Once an Irish Guardsmanと刻まれている。